# Meczet w Brnie
Meczet w Brnie (czes.: Brněnská mešita) – meczet muzułmański w Brnie, znajdujący się w dzielnicy Štýřice, przy ul. Vídeňskéj 38a, pierwsza świątynia muzułmańska w Czechach.
Muzułmanie w Brnie działają od roku 1992. Początkowo miejscem ich modlitw były domy prywatne. W 1994 powstała Wspólnota Muzułmańska w Brnie, która zabiegała o wybudowanie w mieście świątyni muzułmańskiej. Budowę rozpoczęto w lipcu 1997, a meczet rozpoczął działalność w lipcu 1998. Stało się tak mimo protestów mieszkańców dzielnicy Štýřice, którzy sprzeciwiali się budowie świątyni w tym miejscu. Ich petycja do władz miasta została odrzucona.
Świątynia posiada minaret i jest miejscem modlitwy dla ok. stu muzułmanów mieszkających w Brnie. Służy także jako centrum kultury islamu. Świątynią zarządza Wspólnota Muzułmańska w Brnie (Islámská nadace v Brně).

## Kontrowersje
W 2008 nauczający w meczecie Lukáš Větrovec wygłosił kazanie zawierające fragment o zabijaniu Żydów przez muzułmanów, który miał pochodzić ze średniowiecznego tekstu muzułmańskiego. Przeciwko temu zaprotestowała Federacja Społeczności Żydowskich w Republice Czeskiej, a także Muzeum Żydowskie w Pradze. Dochodzenie w tej sprawie prowadziła policja, ale umorzono je w 2012. Przewodniczący Wspólnoty Muzułmańskiej w Brnie Muneeb Hassan Alrawi przeprosił Żydów za słowa, które padły z ust Větrovca.
W 2010 czeski duchowny muzułmański, pochodzenia irackiego Muneeb Hassan Alrawi wygłosił w meczecie kazanie, w którym przekonywał, że u dzieci należy budować nienawiść do tych, którzy nie uznają Allaha, zachęcał też rodziców do bicia dzieci, jeśli te nie chcą się uczyć modlitw. Stowarzyszenie Ateistów Republiki Czeskiej wniosło w tej sprawie pozew do sądu przeciwko duchownemu muzułmańskiemu. Ten bronił się twierdząc, że zdanie zostało wyrwane z kontekstu, a sprawę umorzono.